# Puig de les Miloques
El Puig de les Miloques és una muntanya de 259 metres que es troba al municipi de Cassà de la Selva, a la comarca del Gironès.